# Karen Botha
Karen Kruger-Botha  (née le 17 janvier 1967) est une athlète sud-africaine, spécialiste du saut en longueur.

## Biographie
Elle remporte la médaille d'or du saut en longueur lors des championnats d'Afrique de 1992, avec la marque de 6,78 m. 
Son record personnel, établi le 24 mars 1990 à Johannesbourg, est de 6,85 m.
Elle obtient une médaille de bronze aux Jeux africains de 1995 qui sera retirée pour cause de dopage,.
Elle est la femme du joueur de rugby à XV Naas Botha.

### Palmarès
| Date | Compétition            | Lieu             | Résultat | Performance |
| ---- | ---------------------- | ---------------- | -------- | ----------- |
| 1992 | Championnats d'Afrique | Belle Vue Maurel | 1re      | 6,78 m      |

### Records
| Épreuve          | Performance | Lieu          | Date         |
| ---------------- | ----------- | ------------- | ------------ |
| saut en longueur | 6,85 m      | Johannesbourg | 24 mars 1990 |